# Лені Турнер
Лені Турнер  (нім. Leni Thurner; нар. 12 серпня 1938) — австрійська саночниця, олімпійська медалістка.

## Виступи на Олімпіадах
| Олімпіада     | Дисципліна       | Місце |
| ------------- | ---------------- | ----- |
| Інсбрук 1964  | одиночний розряд | 3     |
| Гренобль 1968 | одиночний розряд | 9     |